# Krauss-Maffei Wegmann

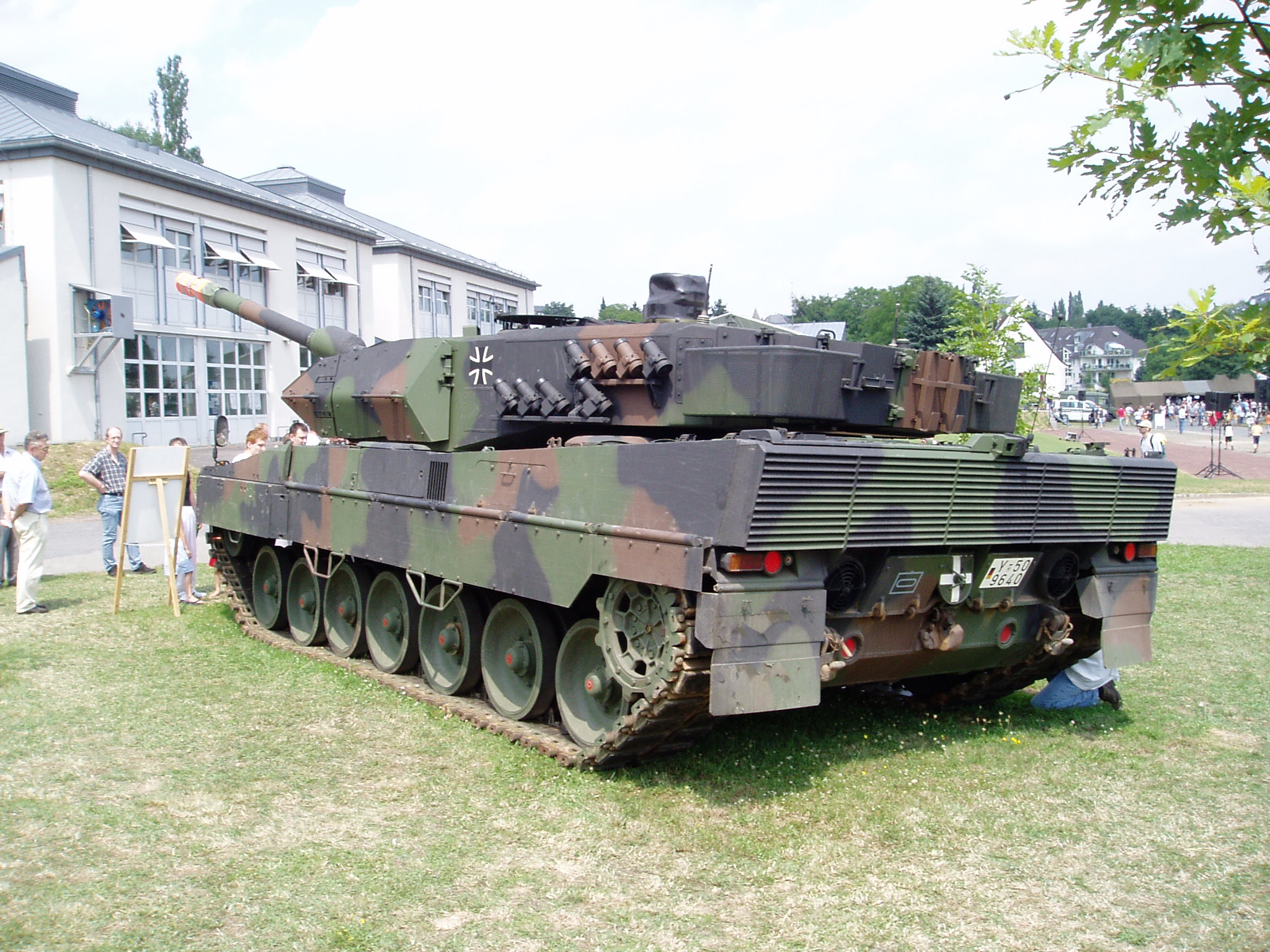
Leopard 2A6

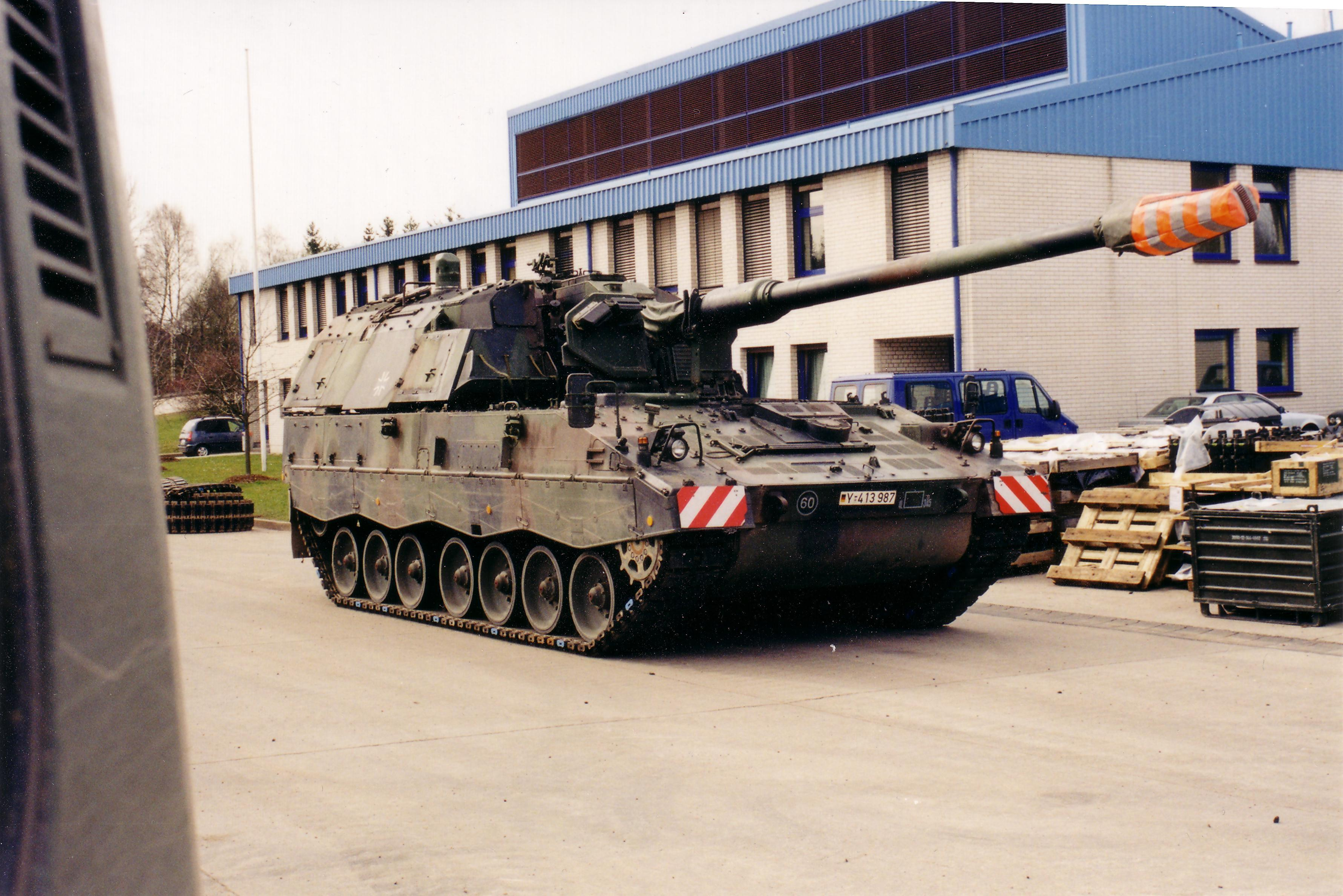
PzH 2000

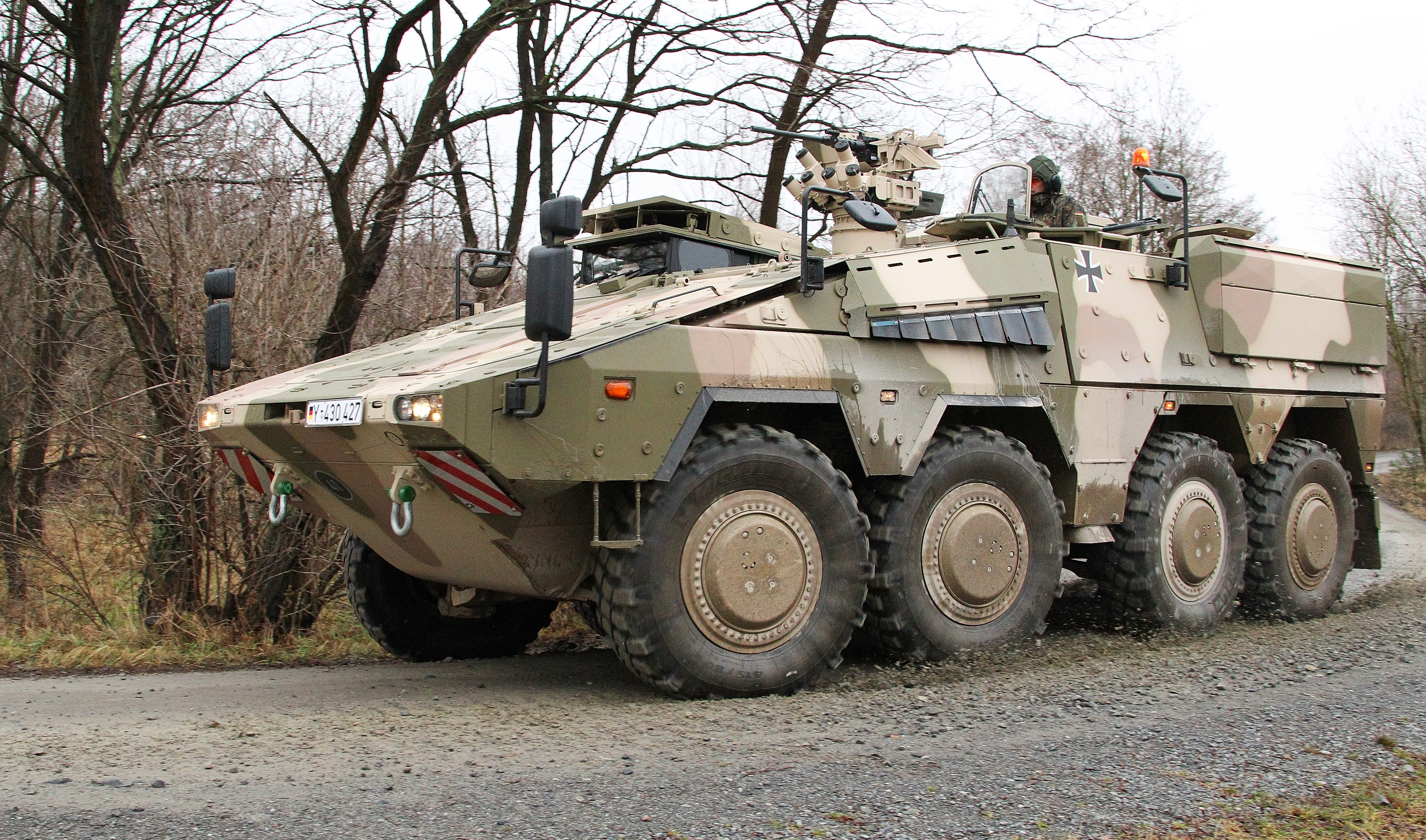
GTK Boxer

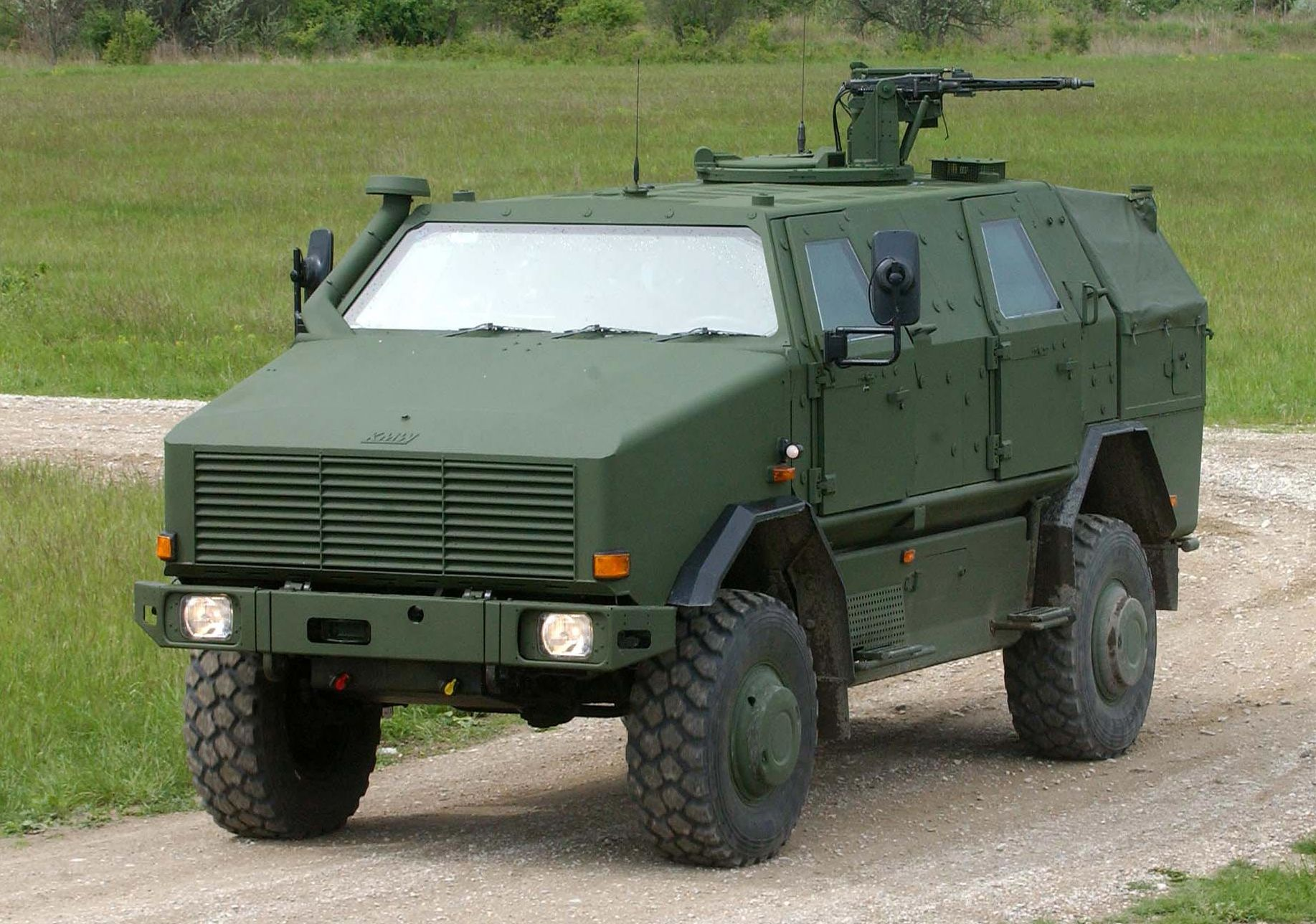
ATF Dingo 2

Krauss-Maffei Wegmann is een Duits bedrijf dat actief is als  tank- en pantserwagenproducent. Verdeeld over twee hoofdvestigingen en enkele dochterbedrijven telt het bedrijf zo'n 3500 werknemers. In december 2015 fuseerden KMW en het Franse defensiebedrijf Nexter tot KNDS.

## Bedrijfsonderdelen
- Kraus-Maffei Wegmann; hoofdkantoor in München
- ATM Computer Systeme GmbH
- Dutch Defence Vehicle Systems (DDVS); Nederland
- Hellenic Defence Vehicle Systems (HDVS); Griekenland
- Wegmann USA inc.; Verenigde Staten

## Producten
- Leopard 1 tank
- Leopard 2 tank
- Leguan bruggenlegger
- Gepard luchtafweergeschut
- Panzerhaubitze 2000
- MLRS raketsysteem
- GTK Boxer (in samenwerking met Rheinmetall)
- ESK Mungo
- Dingo 1
- Dingo 2
- Fennek
- AMPV (in samenwerking met Rheinmetall)

## Geschiedenis
Krauss-Maffei AG ontstond in 1931 toen Krauss & Comp. de locomotievenfabriek van Joseph Anton von Maffei overnam. Verder in de jaren dertig begon het bedrijf militaire voertuigen te bouwen. In de jaren zestig maakte het bedrijf de Leopard 1-tank en later ook de Leopard 2-tank.
Wegmann & Co. was opgericht in 1882 als voertuigbouwer. In de jaren dertig maakte het bedrijf militaire voertuigen en ook tanks. Later specialiseerde men zich in geschuttorens en artilleriesystemen die voor bovengenoemde Leopard 1 en 2 werden gemaakt.
Beide bedrijven fuseerden in 1999. De combinatie Krauss-Maffei Wegmann is vandaag een belangrijke Europese bouwer van pantserwagens en heeft klanten in een twintigtal landen.
In december 2015 fuseerde KMW met de Franse wapenfabrikant Nexter, een staatsbedrijf dat vroeger GIAT heette en onder meer de Leclerc-tank heeft gebouwd. De eigenaars van beide bedrijven kregen elk de helft van de nieuwe holdingmaatschappij KNDS. De zetel van deze holdingmaatschappij kwam in Nederland.
KMW leverde militaire voertuigen aan 30 landen en verwachtte in 2016 een omzet te behalen van 2 miljard euro. Nexter leverde systemen, munitie en voertuigen en behaalde een omzet van iets meer dan 1 miljard euro. Nexter heeft ook meer dan 3000 medewerkers.